# Verzetsmonument Oosterduinen

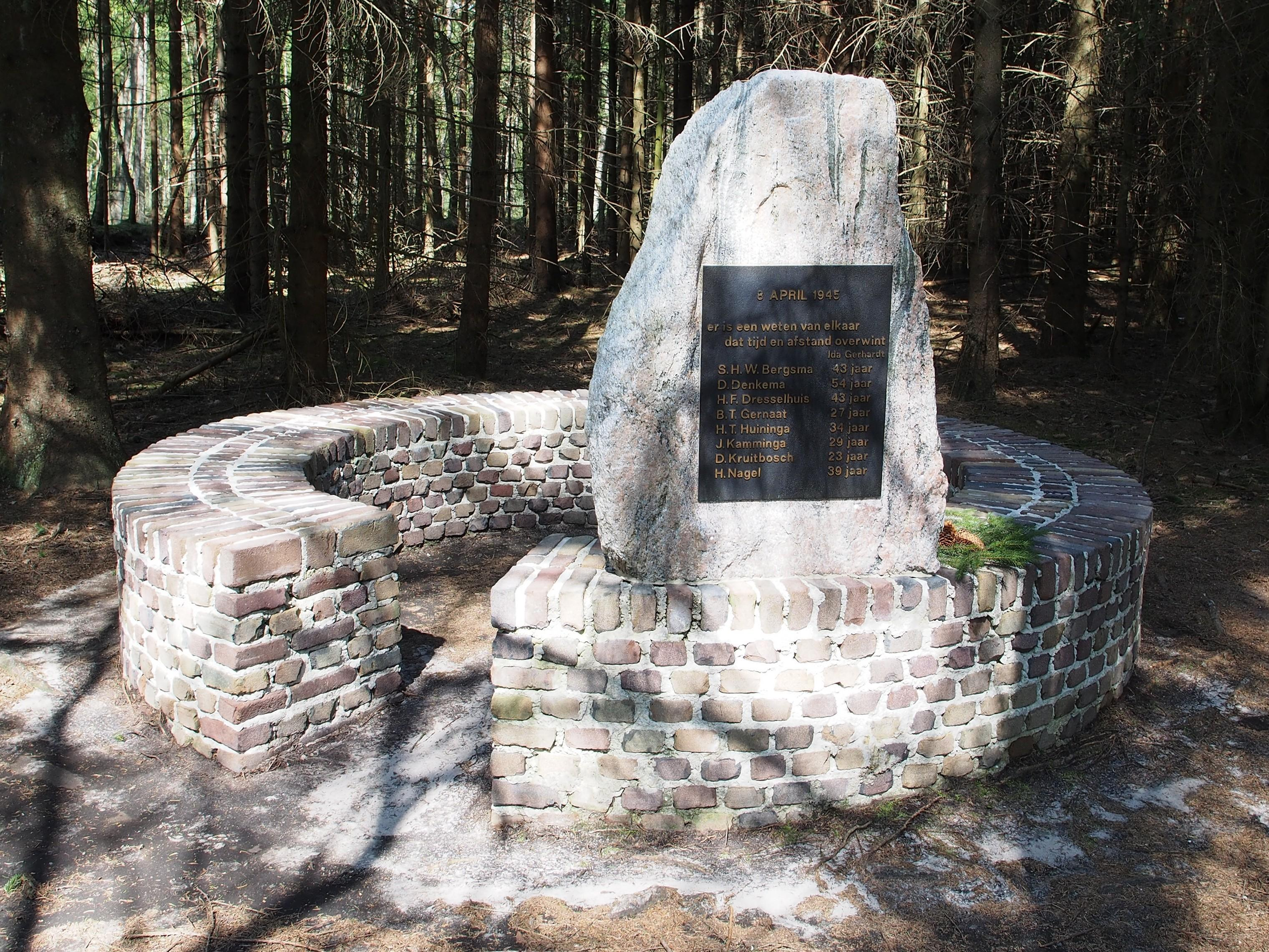
Verzetsmonument Oosterduinen

Het Verzetsmonument Oosterduinen in de Drentse plaats Norg is een monument ter nagedachtenis aan de Tweede Wereldoorlog.

## Beschrijving
Het monument is geplaatst in de Oosterduinen, waar op 8 april 1945 acht verzetsstrijders werden gefusilleerd. Het bestaat uit een gemetselde cirkel met daar op een zwerfkei. De opening in het muurtje symboliseert het gebroken leven van de verzetsstrijders. Op de zwerfkei staat een bronzen plaatje met daarop een citaat van Ida Gerhardt en de namen van de omgekomenen:

8 april 1945

er is een weten van elkaar
dat tijd en afstand overwint
             Ida Gerhardt

S.H.W. Bergsma 43 jaar
D. Denkema 54 jaar
H.F. Dresselhuis 43 jaar
B.T. Gernaat 27 jaar
H.T. Huininga 34 jaar
J. Kamminga 29 jaar
D. Kruitbosch 23 jaar
H. Nagel 39 jaar.

Het gedenkteken werd op 4 mei 1985 onthuld. Op dezelfde dag werd ook het Verzetsmonument Bonhagen onthuld. Beide monumenten werden ontworpen door P.J.T. Freeve.